# Saint-Gourson
Saint-Gourson település Franciaországban, Charente megyében. Lakosainak száma 131 fő (2022. január 1.). Saint-Gourson Chassiecq, Couture, Nanteuil-en-Vallée, Poursac és Saint-Sulpice-de-Ruffec községekkel határos.

## Népesség
A település népessége az elmúlt években az alábbi módon változott:
| Lakosok száma | 232  | 179  | 147  | 128  | 142  | 139  | 140  | 132  | 128  | 131  |
|               | 1968 | 1982 | 1990 | 2006 | 2013 | 2015 | 2017 | 2019 | 2020 | 2022 |